# Thrypticomyia nigeriensis
Thrypticomyia nigeriensis is een tweevleugelige uit de familie steltmuggen (Limoniidae). De soort komt voor in het Afrotropisch gebied.